# Port of Spain
Port of Spain is de hoofdstad van Trinidad en Tobago. De stad heeft 49.000 inwoners (2000) en 300.000 inwoners in het gehele stedelijke gebied. Port of Spain ligt aan de Golf van Paria, op de westkust van het eiland Trinidad. Het is voornamelijk een bestuurlijk centrum, maar ook een belangrijke havenstad en financieel centrum. 

## Geschiedenis
De stad werd gesticht op de plaats van het Indiaanse stadje Cumucarapo. De laatste Spaanse gouverneur, Don Jose Maria Chacon, verplaatste aan het einde van de 18e eeuw de hoofdstad van St. Joseph naar Port of Spain. 
Nadat Trinidad aan de Britten werd overgegeven in 1797, bleef Port of Spain de hoofdstad. De stad bleef groeien, zowel qua grootte als qua belang. In de jaren 1960 bereikte ze haar maximale bevolkingsaantal, zo'n 100.000. Sindsdien heeft de stad een groot deel van haar bevolking verloren aan de buitensteden.
Van 1958 tot 1962 was Port of Spain de hoofdstad van de West-Indische Federatie, hoewel het oorspronkelijk bedoeld was om de hoofdstad van de federale staat bij Chaguaramas, ten westen van de stad, te bouwen. Aangezien de Federatie niet lang bleef bestaan, is de nieuwe hoofdstad echter nooit afgewerkt.

## Bekende inwoners van Port of Spain

### Geboren
- Hazel Scott (1920-1981), Amerikaanse jazz-zangeres, -muzikante en actrice
- Aki Aleong (1934-2025), Amerikaans acteur, zanger, schrijver, producer en activist
- Edwin Skinner (1940), atleet
- Stokely Carmichael (1941-1998), politicus
- Katie Kissoon (1951) Engels zangeres
- Paula-Mae Weekes (1958), president van Trinidad en Tobago (2018-2023)
- Haddaway (1965), Trinidadiaans-Duits zanger
- Anthony Nesty (1967), Surinaams zwemmer
- Ato Boldon (1973), sprinter
- Nicki Minaj (1982), Trinidadiaans-Amerikaanse rapper
- Marc Burns (1983), sprinter
- George Bovell (1983), zwemmer
- Kerron Clement (1985), Amerikaans sprinter en hordeloper
- Alexandra Amon (1991), Trinidadiaans-Brits astrofysica en kosmologe